# براد فيشر
براد فيشر (بالإنجليزية: Brad Fischer) هو مدرب كرة القاعدة ‏ أمريكي، ولد في 28 يونيو 1956.